# Leucosyrinx bolbodes
Leucosyrinx bolbodes é uma espécie de gastrópode do gênero Leucosyrinx, pertencente a família Pseudomelatomidae.